# Craig Dworkin
Œuvres principales
Dure, Strand, Parse, The Stutter of Form, The Sound of Poetry/ The Poetry of Sound
Craig Dworkin, né en 1969, à Bloomington dans l'État de l'Indiana, est un poète, polémiste, critique littéraire, directeur de publication américain et professeur de littérature anglaise à l'université de l'Utah.

## Biographie
Après ses études secondaires, il est admis à l'université Stanford, puis, une fois obtenu son baccalauréat universitaire (licence), il suit des études doctorales à l'université de Californie à Berkeley, où il soutient avec succès sa thèse (Ph.D),.

## Œuvres

### Recueils de poèmes
- Alkali, Denver, Colorado, Counterpath, 2015, 144 p. (ISBN 9781933996479, OCLC 893784099, lire en ligne),

### Essais
- Reading the Illegible, Evanston, Illinois, Northwestern University, coll. « Avant-Garde & Modernism Studies », 2003, 268 p. (ISBN 9780810119260, OCLC 804514193, lire en ligne),
- Stan Brakhage, Agrimoniac, éd. Temple University Press, 2005,
- Reading the Remove of Literature : Nick Thurston, Royaume-Uni, Information As Material, 2006, 288 p. (ISBN 9780955309212, OCLC 1026709372),
- Accents Graves / Accents Gravés, éd. Verse, 2007,
- Hypermnesia, American Poetry After 1975, éd. Duke University Press, 2009,
- The Stutter of Form, The Sound of Poetry/ The Poetry of Sound, éd. Chicago University Press, 2009,
- Unheard Music, éd. Information As Material, 2010,
- The Perverse Library, York, Royaume-Uni, Non Basic Stock Line, 2010, 176 p. (ISBN 9781907468032, lire en ligne),
- The Fate of Echo, Against Expression: An Anthology of Conceptual Writing, éd. Northwestern University Press, 2011,
- A Handbook of Protocols for Literary Listening, éd. Arika, 2012,
- No Medium, éd. Mit Press, 2013,
- Twelve Erroneous Displacements and a Fact, éd. Information as material, 2016,
- Helicography, Santa Barbara, Californie, Punctum Books, 2021, 225 p. (ISBN 9781953035646, lire en ligne),

### Articles (sélection)
- « Penelope Reworking the Twill: Patchwork, Writing, and Lyn Hejinian's "My Life" », Contemporary Literature, vol. 36, no 1,‎ printemps 1995, p. 58-81 (24 pages) (lire en ligne )
- « Fugitive Signs », October, vol. 95,‎ hiver 2001, p. 90-113 (24 pages) (lire en ligne )
- « The Rain in Spain », Jacket,‎ 15 décembre 2001 (lire en ligne),
- « Mycopedagogy », College English, vol. 66, no 6,‎ juillet 2004, p. 603-611 (9 pages) (lire en ligne ),
- « Textual Prostheses », Comparative Literature, vol. 57, no 1,‎ hiver 2005, p. 1-24 (24 pages) (lire en ligne ),
- « Whereof One Cannot Speak », Grey Room, no 21,‎ 2005, p. 46-69 (24 pages) (lire en ligne ),
- « The Imaginary Solution », Contemporary Literature, vol. 48, no 1,‎ printemps 2007, p. 29-60 (32 pages) (lire en ligne ),
- Marjorie Perloff et Craig Dworkin, « The Sound of Poetry / The Poetry of Sound: The 2006 MLA Presidential Forum », PMLA, vol. 123, no 3,‎ mai 2008, p. 749-761 (13 pages) (lire en ligne ),
- « Poetry in the Age of Consumer-Generated Content », Critical Inquiry, vol. 44, no 4,‎ été 2018, p. 674-705 (32 pages) (lire en ligne ),

### Directeur de publication et anthologies
- Architectures of Poetry, coécrit avec María Eugenia Díaz Sánchez[3], éd Rodopi, 2004.
- Language to Cover a Page: The Early Writings of Vito Acconci, éd. MIT Press, 2006,
- Reading the Remove of Literature, éd. Information as Material, 2006,
- The Consequence of Innovation: 21st-Century Poetics, éd. Roof Books, 2008,
- Craig Dworkin (dir.) et Marjorie Perloff (dir.), The Sound of Poetry / The Poetry of Sound, Chicago, Illinois, The University of Chicago Press, 2009, 344 p. (ISBN 9780226657424, OCLC 813631224),
- Against Expression: An Anthology of Conceptual Writing,  co-écrit avec Kenneth Goldsmith, éd. Northwestern University Press, 2011,

### Articles et interviews
- Katie L. Price et Craig Dworkin, « Even when those texts look indistinguishable from the work that is included : An interview with Craig Dworkin », sur Jacket2, 16 novembre 2011,
- Michael Leong, « Reading the “Nothings that Are”: Craig Dworkin’s “No Medium” », sur Hyperallergic, 8 juin 2013
- Johanna Drucker, « Understanding Media: Craig Dworkin’s “No Medium” », sur Los Angeles Review of Books, 9 juillet 2013
- James La Marre et Craig Dworkin, « Poetic protocols : An interview with Craig Dworkin », sur Jacket2, 5 janvier 2016

### Documents audiovisuels
- Lectures et entretiens sur le site PennSound[4].